# Huang Shanshan
Huang Shanshan (黃珊汕T, 黄珊汕S, Huáng ShānshànP; Fujian, 18 gennaio 1986) è un'ex ginnasta cinese.

## Biografia
Ha conquistato il suo primo riconoscimento internazionale nel 2003 ai campionati mondiali quando conquista la finale individuale della specialità. Pur concludendo ottava è stata la prima atleta cinese ad ottenere tale traguardo. Nella medesima edizione ha conquistato la prima medaglia internazionale. Numerose altre sono le medaglie in competizioni nazionali e in altri eventi internazionali come i Giochi asiatici, la Coppa del mondo e la partecipazione a tre edizioni dei Giochi olimpici, riuscendo in due occasioni a conquistare una medaglia.

## Palmarès
| Anno | Manifestazione  | Sede            | Evento      | Risultato | Prestazione | Note |
| ---- | --------------- | --------------- | ----------- | --------- | ----------- | ---- |
| 2003 | Mondiali        | Hannover        | Squadre     | Argento   | 115.30      |      |
| 2003 | Mondiali        | Hannover        | Individuale | 8º        | 12.90       |      |
| 2004 | Giochi olimpici | Atene           | Trampolino  | Bronzo    | 39.0        |      |
| 2005 | Mondiali        | Eindhoven       | Squadre     | Oro       | 112.30      |      |
| 2005 | Mondiali        | Eindhoven       | Individuale | 8º        | 37.300      |      |
| 2006 | Giochi asiatici | Doha            | Individuale | Oro       | 38.40       |      |
| 2007 | Mondiali        | Québec          | Squadre     | Oro       | 115.20      |      |
| 2007 | Mondiali        | Québec          | Individuale | Argento   | 38.100      |      |
| 2008 | Giochi olimpici | Pechino         | Trampolino  | 14º (q)   | 59.0        |      |
| 2009 | Mondiali        | San Pietroburgo | Squadre     | Oro       | 117.00      |      |
| 2009 | Mondiali        | San Pietroburgo | Individuale | Oro       | 39.500      |      |
| 2010 | Giochi asiatici | Canton          | Individuale | Oro       | 41.40       |      |
| 2010 | Mondiali        | Metz            | Individuale | Argento   | 39.800      |      |
| 2011 | Mondiali        | Birmingham      | Squadre     | Oro       | 164.485     |      |
| 2011 | Mondiali        | Birmingham      | Individuale | 3º (q)    | -           |      |
| 2011 | Mondiali        | Birmingham      | Sincro      | 8º        | 5.100       |      |
| 2012 | Giochi olimpici | Londra          | Trampolino  | Argento   | 56.730      |      |